# Jeff Tomlinson
Jeffrey „Jeff“ Tomlinson (* 23. April 1970 in Winnipeg, Manitoba) ist ein ehemaliger deutsch-kanadischer Eishockeyspieler, der während seiner Karriere unter anderem für die Eisbären Berlin in der Deutschen Eishockey Liga spielte. Nach dem Ende seiner Spielerlaufbahn wurde er Trainer.

## Karriere
Tomlinson begann seine Karriere 1987 in der kanadischen Juniorenliga Western Hockey League bei den Prince Albert Raiders, bei denen er sich kontinuierlich steigern konnte und bereits in seinem zweiten Jahr zu den punktbesten Stürmern zählte. So erzielte er in 55 Spielen, die er absolvierte, 42 Scorerpunkte. Nach einer weiteren durchaus erfolgreichen Spielzeit bei den Raiders, wechselte er zur Saison 1991/92 in die East Coast Hockey League zu den Roanoke Valley Rebels, bei denen er allerdings nur kurze Zeit unter Vertrag stand und sich nach nur sechs Einsätzen, dem Ligakonkurrenten Raleigh IceCaps anschloss. Bei den IceCaps gehörte er zu den Leistungsträgern und erzielte in 66 Partien 76 Punkte.
Während der Spielzeit 1992/93 konnten ihn die Verantwortlichen des ETC Timmendorfer Strand von einem Engagement in Deutschland überzeugen und transferierten ihn in die Oberliga Nord. Nach einem kurzen Intermezzo in der Deutschen Eishockey Liga bei den Berlin Capitals, welches nur wenige Monate andauerte, entschied er sich im Jahr 1997 für einen Wechsel in die höchste britische Liga, die Ice Hockey Superleague, wo er fortan für den Klub Manchester Storm aufs Eis ging. Mit seinem neuen Arbeitgeber nahm er unter anderem an der European Hockey League teil.
Durch die guten Leistungen, die er zeigte, wurden einige Klubs aus anderen und vor allem stärkeren europäischen Ligen auf den Linksschützen aufmerksam. Letzten Endes schloss er sich zur Saison 2000/01 den Eisbären Berlin aus der DEL an, für die er bis zum Jahr 2004 aktiv war. Anschließend beendete er seine Spielerkarriere im Alter von 34 Jahren.

## Trainerkarriere
Ab der Spielzeit 2004/05 arbeitete Tomlinson als Trainer der Eisbären Juniors Berlin, mit denen er zwei Mal den Klassenerhalt in der Oberliga sichern konnte. Später übernahm er das Amt des Assistenztrainers der Eisbären Berlin in der Deutschen Eishockey Liga, wo er bis zur Saison 2009/10 in dieser Position fungierte.
Ab der Saison 2010/11 arbeitete Tomlinson als Cheftrainer bei den DEG Metro Stars. Nach einem schwachen Start mit sechs Niederlagen aus den ersten zehn Spielen stabilisierte sich seine Mannschaft im Oktober und war Ende 2010 das beste Team der gesamten DEL mit 17:3 Siegen. Die Mannschaft konnte sich bis dahin vom vorletzten Tabellenplatz bis an die Tabellenspitze hocharbeiten. Während einer Niederlagenserie von sechs Spielen am Stück verlängerte DEG-Geschäftsführer Lance Nethery Tomlinsons Vertrag um eine weitere Saison, um ihm das Vertrauen auszusprechen. Die Mannschaft gewann später neun der letzten dreizehn Saisonspiele und sicherte sich damit den zweiten Tabellenplatz nach der Hauptrunde. Tomlinsons Team gewann die Playoff-Serie gegen die Adler Mannheim mit 3:1 und qualifizierte sich damit für das Halbfinale, welches gegen den späteren Meister Eisbären Berlin in fünf Spielen der Best-of-five-Serie verloren ging. Zur Saison 2012/13 verließ Tomlinson die DEG, um als neuer Cheftrainer der Nürnberg Ice Tigers zu fungieren. Im Dezember 2012 wurde er aufgrund einer anhaltenden Niederlagenserie entlassen und durch Bengt-Åke Gustafsson ersetzt.
Am 4. Juli 2013 verpflichteten die Eisbären Berlin Tomlinson als neuen Cheftrainer. Beim Deutschland Cup im November 2014 fungierte er als Cheftrainer der kanadischen Nationalmannschaft. Am 16. Dezember 2014 wurde Tomlinsons Vertrag bei den Berlinern aufgelöst. Anfang Juni 2015 gab der Schweizer B-Ligist Rapperswil-Jona Lakers bekannt, dass Tomlinson als neuer Trainer verpflichtet wurde. Er unterzeichnete einen Vertrag über eine Saison, welcher im November 2015 vorzeitig um zwei weitere Jahre bis zum Ende der Spielzeit 2017/18 verlängert wurde. In der Saison 2015/16 führte Tomlinson die Lakers zur NLB-Vizemeisterschaft. Auch 2016/17 gelang der Einzug in die Finalserie der NLB, wiederum wurde aber der Meistertitel verpasst (3:4-Siege gegen Langenthal).
Im Spieljahr 2017/18 führte Tomlinson Rapperswil zum Pokalsieg, zum Gewinn des Meistertitels in der zweiten schweizerischen Liga (mittlerweile Swiss League genannt) und damit zum Einzug in die Relegationsrunde gegen Kloten. Dort setzte sich seine Mannschaft durch, Tomlinson stieg folglich mit Rapperswil in die National League auf. In der Saison 2018/19 musste er mit der Mannschaft in die Abstiegsrunde der ersten Schweizer Liga. Vor dem Beginn der entscheidenden Spiele gegen Davos wurde sein Vertrag bis 2020 verlängert. Zum Zeitpunkt des Abbruchs des Spieljahres 2019/20, der wegen der COVID-19-Pandemie erfolgte, stand er mit der Mannschaft auf dem letzten Tabellenrang. In der Saison 2020/21 führte er Rapperswil überraschend ins Halbfinale um die Schweizer Meisterschaft, womit seine Amtszeit endete, die das St. Galler Tagblatt als „sechsjährige Erfolgsära“ einordnete. Im Mai 2021 wurde Tomlinson als neuer Cheftrainer des EHC Kloten ab dem Beginn der Saison 2021/22 vermeldet. 2022 führte er den EHC zum Erstligaaufstieg, danach stand aufgrund dessen Nierenleiden ein Abschied Tomlinsons im Raum. Er blieb im Amt und erhielt als Unterstützung einen zusätzlichen Assistenten. Anfang Januar 2023 gab Tomlinson bekannt, am Ende der Saison 2022/23 von seinem Traineramt aus gesundheitlichen Gründen zurückzutreten. Nach seinem Rückzug als Trainer blieb Tomlinson dem EHC als Berater verbunden. Im Dezember 2023 gehörte er zum Trainerstab der kanadischen Auswahl beim Spengler Cup.

## Sonstiges
2016 wurde eine erheblich eingeschränkte Tätigkeit seiner Nieren festgestellt, Tomlinson musste fortan regelmäßig Dialysen durchführen. Ende Oktober 2019 wurde Tomlinson im Universitätsklinikum Halle (Saale) eine dritte Niere eingesetzt. Spender des Organs war sein Bruder Darryl. 35 Tage nach dem Eingriff nahm Tomlinson in Rapperswil wieder seine Arbeit als Trainer auf.